# آلن آدیر
آلن آدیر (انگلیسی: Allan Adair; ۳ نوامبر ۱۸۹۷ – ۴ اوت ۱۹۸۸) فرد نظامی اهل بریتانیا بود. وی همچنین برندهٔ جوایزی همچون صلیب جنگ ۱۹۴۵–۱۹۳۹ (فرانسه) و صلیب نظامی شده‌است.